# Acquaviva Collecroce
Acquaviva Collecroce (en croate, Živavoda-Kruč) est une commune italienne de la province de Campobasso, dans la région Molise.

## Culture
- Croates du Molise

## Administration
| Période                                  | Période | Identité | Étiquette | Qualité |
| ---------------------------------------- | ------- | -------- | --------- | ------- |
|                                          |         |          |           |         |
| Les données manquantes sont à compléter. |         |          |           |         |

### Communes limitrophes
Castelmauro, Guardialfiera, Palata, San Felice del Molise, Tavenna